# Jules Greindl

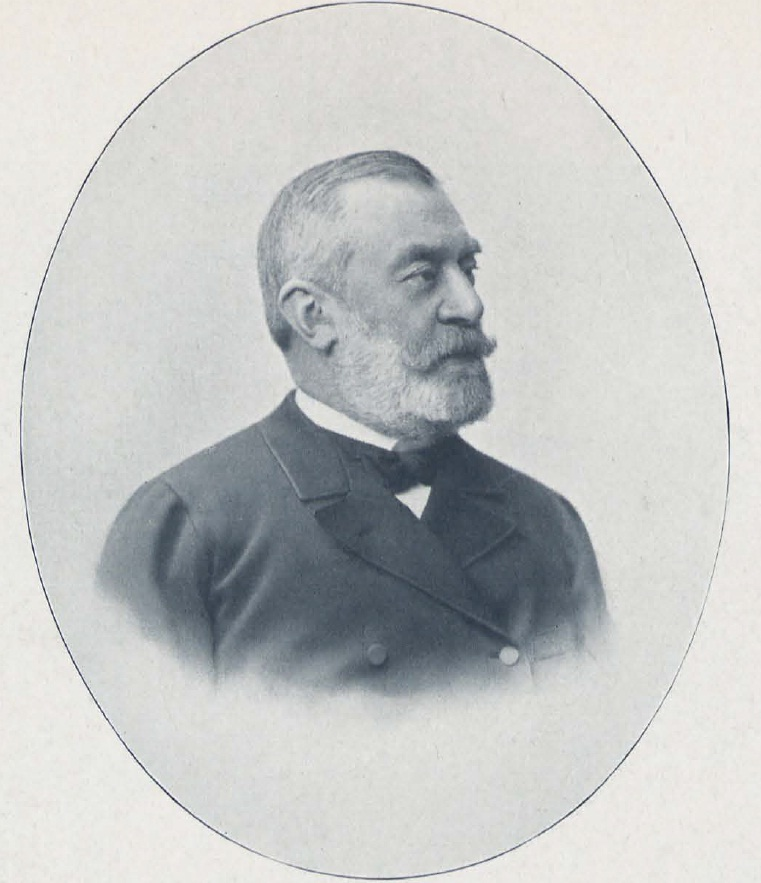
Jules Greindl, 1901. Foto von J. C. Schaarwächter.

Jules Xavier Charles Joseph Léonard Graf Greindl (* 7. September 1835 in Mons, Hennegau; † 30. Juli 1917 in Forest, Region Brüssel-Hauptstadt) war ein belgischer Diplomat und Bildhauer.

## Biografie

### Frühe diplomatische Laufbahn und Generalsekretär der AIA
Greindl war der Sohn von Generalleutnant Léonard Greindl, der von 1855 bis 1857 Kriegsminister war.
Er selbst studierte nach dem Schulbesuch Rechtswissenschaft und schloss dieses Studium 1857 mit der Promotion zum Doktor der Rechtswissenschaften ab. Von seinem Jugendfreund, dem damaligen Kronprinz und späteren König Leopold II. wurde er wegen seiner Sprachkenntnisse zum Eintritt in den Diplomatischen Dienst ermutigt.
1858 wurde er zunächst Sekretär an der Botschaft in Italien, dann 1859 an der Botschaft im Osmanischen Reich sowie schließlich 1860 an der Botschaft in Frankreich. Nach einer weiteren Tätigkeit als Botschaftssekretär im Russischen Reich von 1862 bis 1864 wurde er 1864 Sekretär an der Botschaft in der Schweiz.
Der von der Leistung Greindls beeindruckte Kronprinz Leopold ernannte diesen kurz nach seiner Thronbesteigung 1865 bereits zum Bevollmächtigten Minister in der Schweiz. Anschließend war er von 1867 bis 1869 Bevollmächtigter Minister in Griechenland sowie im Osmanischen Reich sowie zwischen 1869 und 1872 in Bayern. Im Anschluss erfolgte seine Akkreditierung als Bevollmächtigter Minister in Spanien während der Zeit der Karlistenkriege. Auf diesem Posten befand er sich von 1872 bis 1876 und bemühte sich, wenn auch letztlich erfolglos, im Auftrag von König Leopold II. um den Verkauf der Philippinen von Spanien an Belgien zur Errichtung einer Kolonie.
Nach dem Fehlschlagen dieser Mission wurde er aus Madrid abberufen und nach seiner Rückkehr zum Generalsekretär der Association Internationale Africaine (AIA) ernannt. Dabei handelte es sich um eine Organisation, die 1876 vom König zur Vornahme humanitärer Projekte im späteren Kongo-Freistaat gegründet wurde. Zum anderen beauftragte die AIA den Afrikaforscher Henry Morton Stanley mit der Durchführung ausgedehnter Expeditionen in diesem Gebiet. Im Gegensatz zu König Leopold II. sah Greindl dessen Kolonisierungsvorhaben kritisch und bat daher um die Rückversetzung in den Diplomatischen Dienst.

### Langjähriger Botschafter in Deutschland und Auszeichnungen
1879 wurde er daher zunächst Bevollmächtigter Minister in Mexiko und danach von 1881 bis 1888 in Portugal.
1888 wurde er schließlich zum Außerordentlichen Gesandten und Bevollmächtigten Minister im Deutschen Kaiserreich berufen und bekleidete diesen Posten 24 Jahre lang bis 1912. 1911 verfasste er ein Memorandum über eine mögliche von Deutschland ausgehende Kriegsgefahr, die 1913 als Grundlage für die Einführung einer allgemeinen Militärdienstpflicht in Belgien diente.
Für seine besonderen Verdienste wurde Greindl mehrfach ausgezeichnet und erhielt 1907 den Ehrentitel eines Staatsministers. Neben dem Großkreuz des Leopoldsordens 1910 wurde ihm am 24. Mai 1912 auch der Verdienstorden der Preußischen Krone verliehen. Bei seinem Ausscheiden aus dem Diplomatischen Dienst wurde Baron Greindl von König Albert I. der Adelstitel eines Grafen verliehen.
Greindl war darüber hinaus auch viele Jahre als Bildhauer tätig und stellte seine Werke 1878 auf der Allgemeinen Kunstausstellung in Brüssel aus. Die Bildhauerei übte er bis zu seiner Ernennung zum Bevollmächtigten Minister in Deutschland 1888 aus.